# Kampania Maksymina Traka przeciwko Alamanom

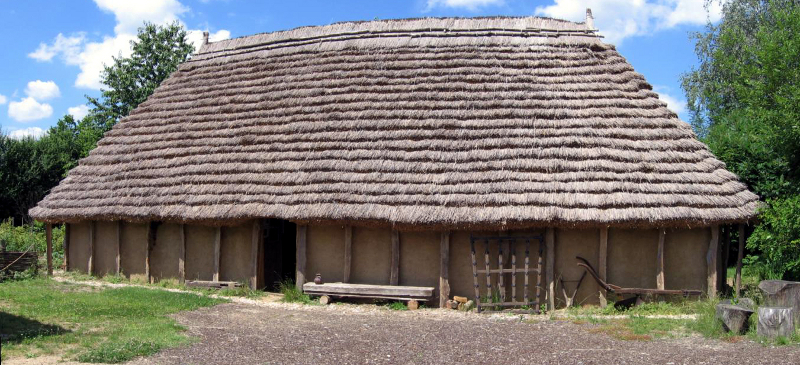
Typowe domostwo Alamanów z okresu rzymskiego (rekonstrukcja w muzeum w Vörstetten)

Kampania Maksymina Traka przeciwko Alamanom – działania wojenne podjęte przez wojska rzymskie przeciwko germańskim plemionom Alamanów w roku 235 n.e.

## Przygotowanie kampanii
Zapewne wczesną wiosną roku 235 n.e. armia rzymska pod wodzą cesarza Maksymina Traka w znacznej sile przekroczyła Ren – prawdopodobnie w pobliżu dzisiejszej Moguncji (rzymskie Mogontiacum), rozpoczynając walki z Germanami (Alamanami) w rejonie gór Taunus (Hesja) oraz w Wirtembergii. Antyczne źródło mówi nawet o „wielkich masach wojska, niemal całej sile zbrojnej rzymskiej”, którą faktycznie zgromadził i przygotował do tej kampanii jeszcze poprzednik – zamordowany cesarz Aleksander Sewer. Istotne, że jako szczególne rodzaje wojsk wykorzystano duże pomocnicze oddziały (auxilia) lekkozbrojne ze Wschodu i Afryki: łuczników z Osroeny i Armenii, mauretańskich oszczepników oraz jazdę Partów – co znacznie przyczyniło się do sukcesu działań. Taktyka ich użycia polegała na niespodziewanych atakach i szybkim wycofywaniu tych jednostek lekkich, o znacznie lepszej manewrowości w porównaniu z typowymi kohortami i centuriami legionowymi.

## Przebieg działań
Najwidoczniej obawiający się otwartej bitwy Alamanowie „wycofywali się z równin i bezdrzewnych obszarów, które zajmowali, a ukrywali się w lasach i trzymali moczarów, by tam podejmować walkę i urządzać napady”. Rzymianie zaś pustoszyli zajmowane tereny, niszcząc bliskie już dojrzewania zasiewy i uprowadzając porzucony inwentarz (bydło) oraz plądrowali i grabili osady, paląc ich głównie drewniane zabudowania. W ten sposób pozbawiano przeciwnika baz zaopatrzenia i podrywano jego morale niszczeniem mienia (substancji bytowej). Wskutek podobnych działań kampania przybrała charakter nie tyle zwykłych operacji wojskowych, co przygodnej walki z partyzantką oraz typowej ekspedycji pacyfikacyjnej, obliczonej na wycieńczenie przeciwnika i zmuszenie go do podjęcia regularnego boju. Naturalne utrudnienie dla Rzymian stanowił podmokły teren poprzecinany ciekami wodnymi (znany tylko miejscowym) i gęste zadrzewienie umożliwiające Germanom zasadzki.
Przy wciąż dużej różnicy sił w trakcie kampanii dochodziło raczej do licznych starć oddziałów niż całej armii. Doszło też jednak do co najmniej jednej decydującej bitwy (być może na terytorium dzisiejszej Badenii-Wirtembergii), jaka rozegrała się na moczarach, a w której uczestniczyła po obu stronach większa masa wojsk. Według wiadomości, jakie dotarły do nas, Rzymianom udało się zadać przeciwnikowi potężną klęskę. Osobisty przykład dawał sam cesarz (obdarzony zresztą niesłychaną siłą fizyczną), który wraz z żołnierzami walczył w pierwszym szeregu stojąc po pierś w wodzie. Podobno poza oficjalnymi relacjami przesłanymi do Rzymu Maksymin polecił namalować obraz tej bitwy i na pamiątkę umieścić go przed gmachem senatu. Działania trwały nie dłużej niż do początków zimy 235/236: wtedy Maksymin i jego wojska „z wielką liczbą jeńców, których ujął i z wielką zdobyczą” pomaszerowały do Panonii, by rozpocząć kolejną kampanię przeciw plemionom naddunajskim.
Sukces Maksymina w tej wyprawie był tak wielki, że przynajmniej na dwa dziesięciolecia pozwolił opanować i ustabilizować sytuację na obszarze Germanii Górnej. Starożytny historyk stwierdza nawet, że „gdyby wszyscy Germanowie nie uciekli na bagna i do lasów, rozciągnąłby władzę Rzymu na całą Germanię”. Zdecydowało to o przyjęciu przez cesarza zaszczytnego tytułu „największego zwycięzcy Germanów” (Germanicus Maximus), który kazał umieszczać między innymi na monetach wraz z propagandowym głoszeniem odniesionego zwycięstwa.
Kampania przeciwko Alamanom była swoistym testem wiarygodności i zdolności przywódczych nowego cesarza (jako dobry dowódca wojskowy znany był już wcześniej), którego pierwszym zadaniem stało się zrealizowanie zaplanowanej wcześniej wyprawy. Późniejsze kampanie nad Dunajem (przeciwko Sarmatom i Dakom) potwierdziły jego zdolności militarne, natomiast pośrednio wykazały zupełny brak zdolności politycznych do zarządzania olbrzymim organizmem państwowym imperium – co ostatecznie doprowadziło do kompromitacji jego władzy i usunięcia Maksymina siłą.

## Literatura
- Henning Börm: Die Herrschaft des Kaisers Maximinus Thrax und das Sechskaiserjahr 238. Der Beginn der „Reichskrise“?. „Gymnasium”, t. 115, 2008, s. 69 nn.
- Jan Burian: Maximinus Thrax. Sein Bild bei Herodian und in der Historia Augusta.. „Philologus”, t. 132, 1988, s. 230 nn.